# 雅克·卡雷特
雅克·卡雷特（法語：Jacques Carette，1947年3月1日—），法国男子田径运动员。他曾代表法国参加1968年和1972年夏季奥林匹克运动会田径比赛，其中1972年奥运会获得一枚铜牌。